# Base navale de Penguin
La Base navale de Penguin (en anglais : HMAS Penguin)  de la marine royale australienne(RAN) est située à Balmoral dans la banlieue de Sydney. C'est l'un des centres de formation de la marine.

## Histoire
Le site a d'abord été connu sous le nom de Balmoral Naval Depot dès 1941 pour la base navale principale de Sydney à Port Jackson. L'hôpital naval a aussi été construit sur ce site (Balmoral Naval Hospital). En 1942, il a pris le nom de HMAS Penguin.
Aujourd'hui la Base de Penguin est le siège de plusieurs écoles de formation :
- École de plongée
- École d'hydrographie
- École médicale

Il est aussi le siège du 1st Commando Regiment (Australia) (en)